# Chalcides ocellatus
Espèce
Synonymes
- Lacerta ocellata Forskal, 1775
- Lacerta tiligugu Gmelin, 1789
- Chalcides ocellatus tassiliensis Angel, 1936

Chalcides ocellatus est une espèce de sauriens de la famille des Scincidae.

## Répartition

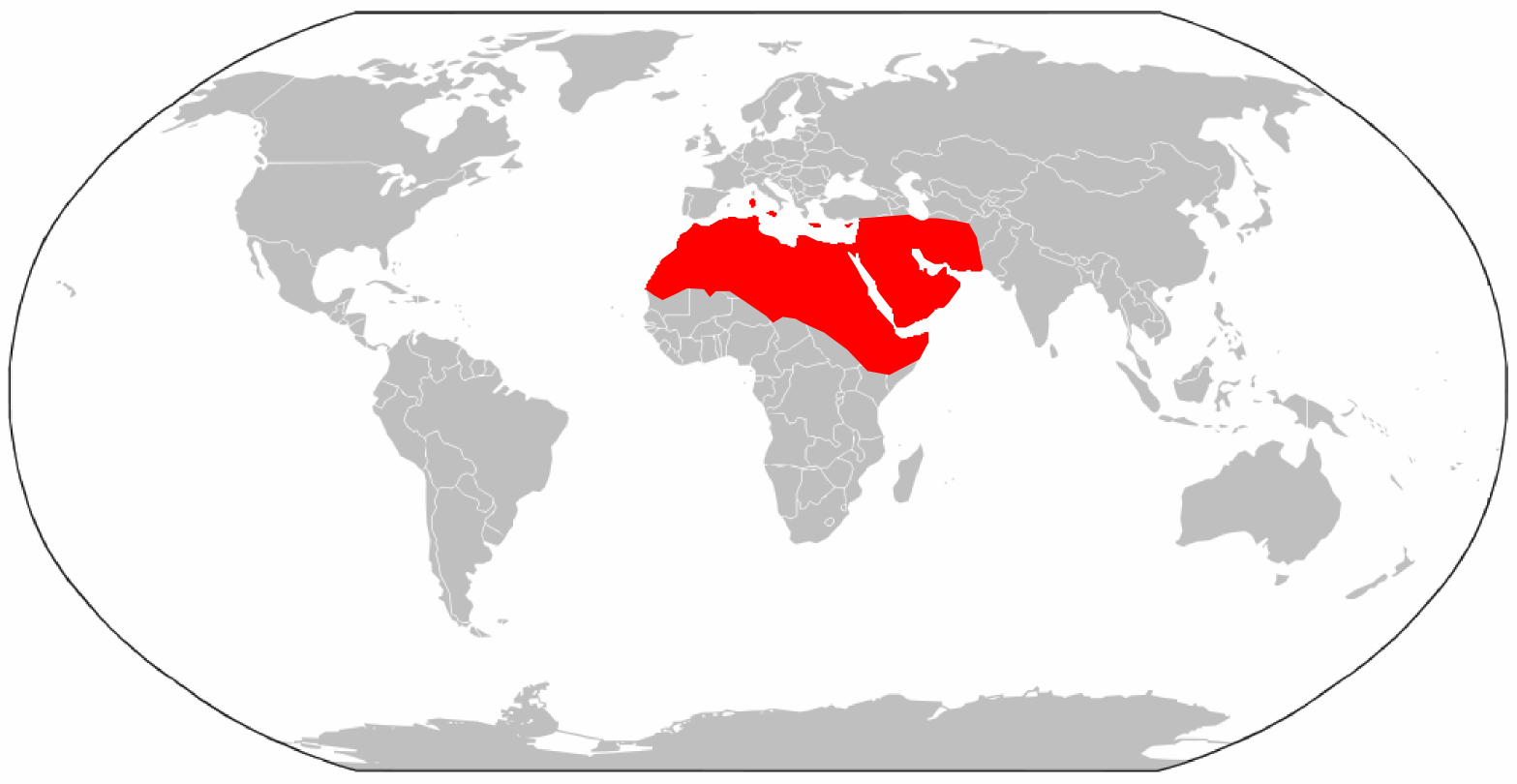
Répartition géographique de Chalcides ocellatus

Cette espèce se rencontre :
- à Malte, à Chypre, sur les îles de Sardaigne, de Sicile et de Lampedusa en Italie, sur les îles de Karpathos, de Crète et de Rhodes en Grèce ;
- en Afrique du Nord ainsi qu'au Kenya et en Somalie ;
- au Moyen-Orient ;
- au Pakistan et dans le Sud du Turkménistan ;

## Description
Ce scinque atteint au maximum environ 30 cm, la queue occupant près de la moitié du corps. Il a une tête courte, un corps cylindrique et vit dans des zones plutôt arides.

## Alimentation
Il se nourrit de divers insectes ou arthropodes ainsi que de petits lézards.

## Reproduction
La femelle est vivipare et donne donc naissance à un petit vivant, plus rarement des jumeaux.

## Liste des sous-espèces
Selon The Reptile Database (3 août 2012) :
- Chalcides ocellatus linosae Boulenger, 1920
- Chalcides ocellatus ocellatus (Forskål, 1775)
- Chalcides ocellatus sacchii Lanza, 1954
- Chalcides ocellatus subtypicus Werner, 1931
- Chalcides ocellatus tiligugu (Gmelin, 1789)
- Chalcides ocellatus zavattarii Lanza, 1954

## Étymologie
Le nom de cette espèce, ocellatus, vient du latin ocellus, « petit œil », car cette espèce a de nombreuses ocelles noires et blanches.

## Galerie

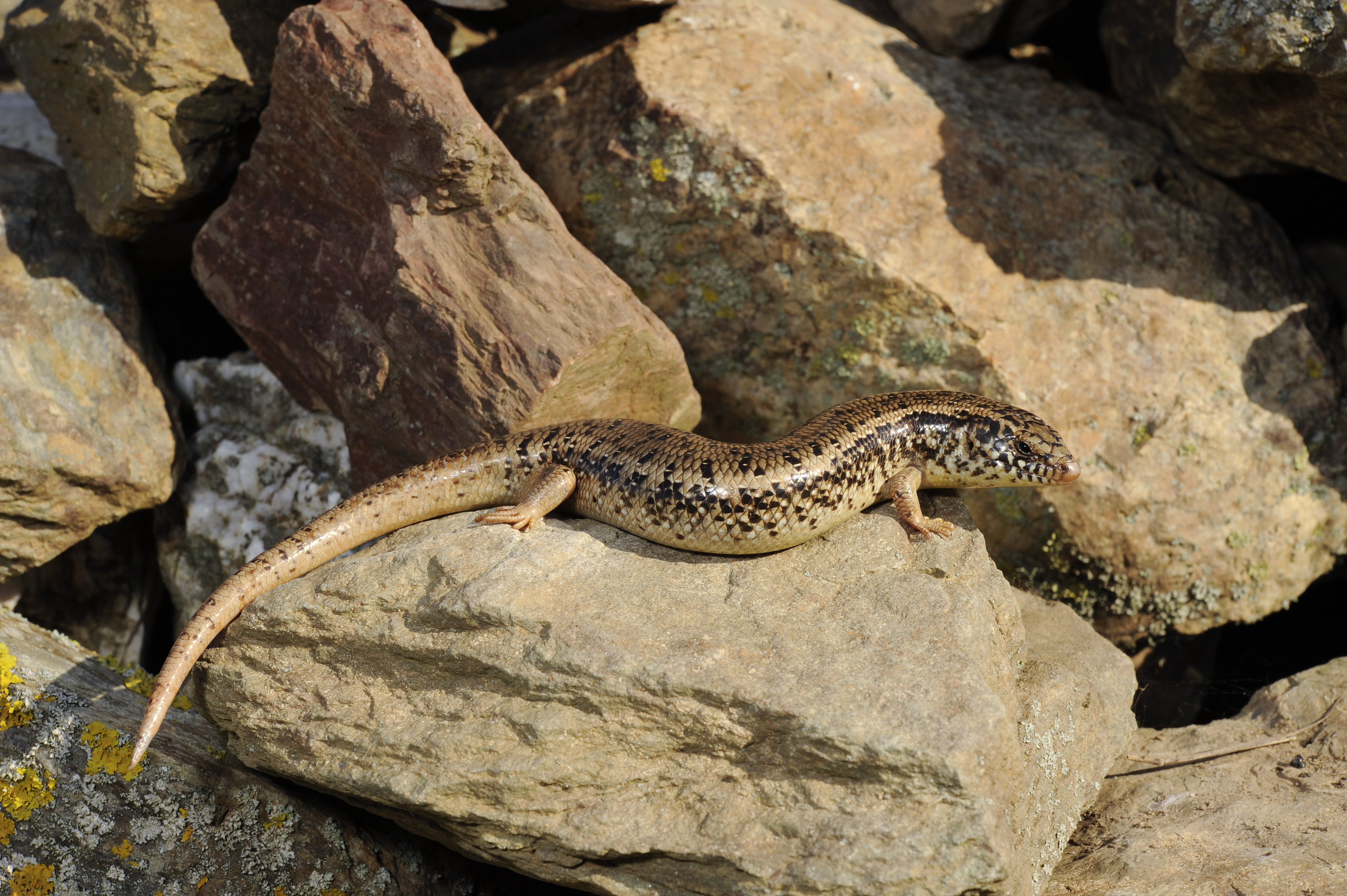
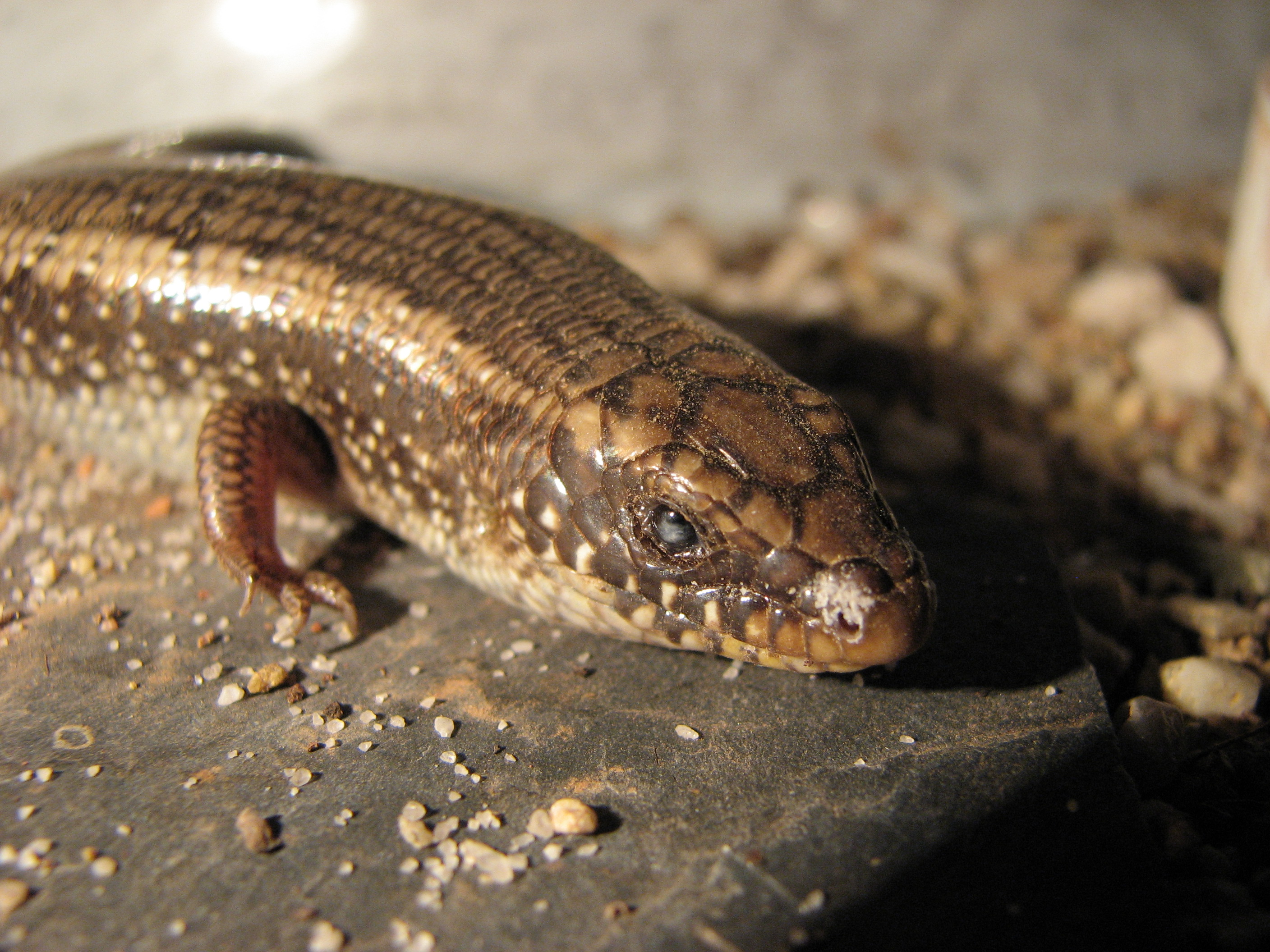
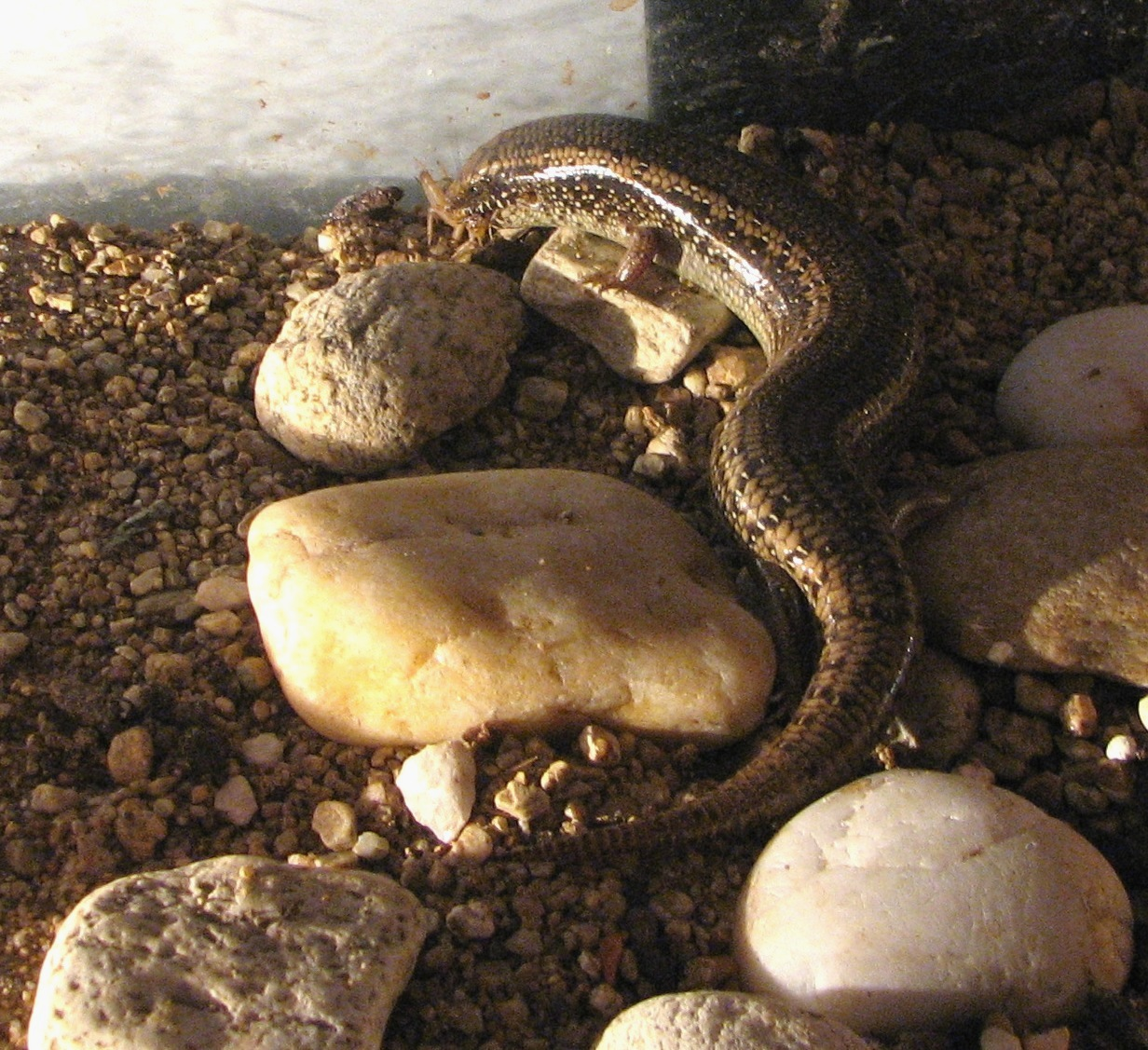
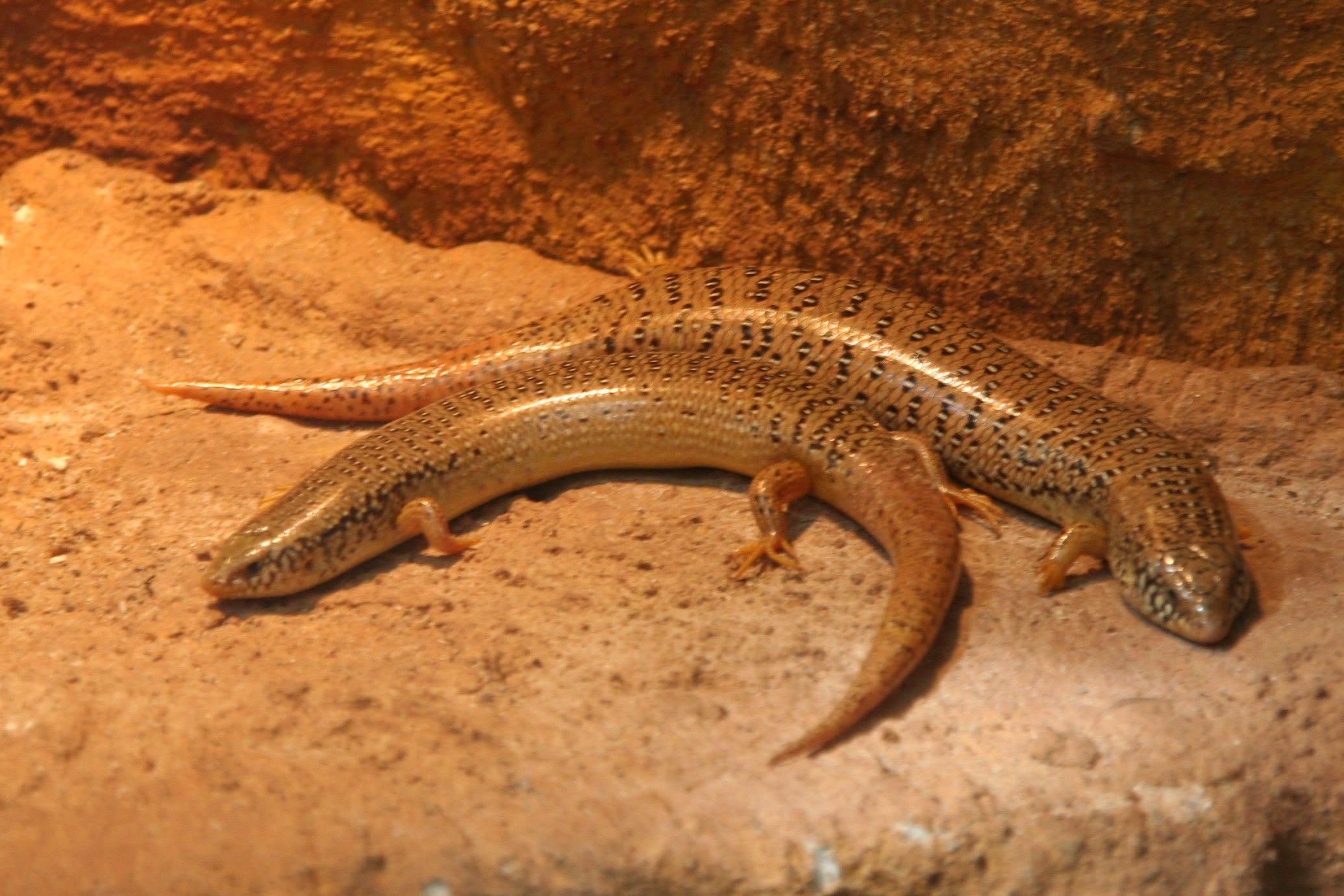
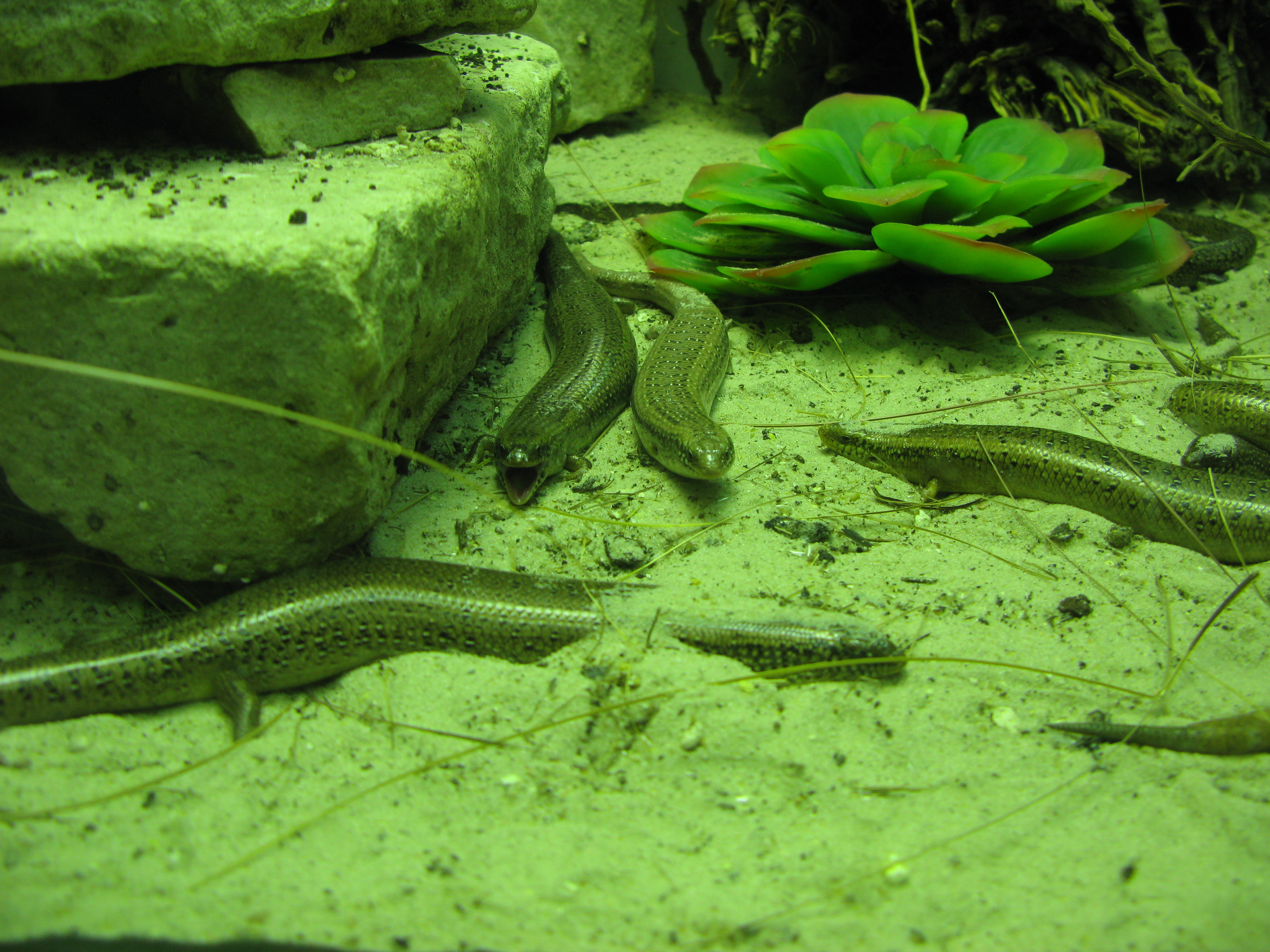
Ménagerie du jardin des plantes de Paris (France)
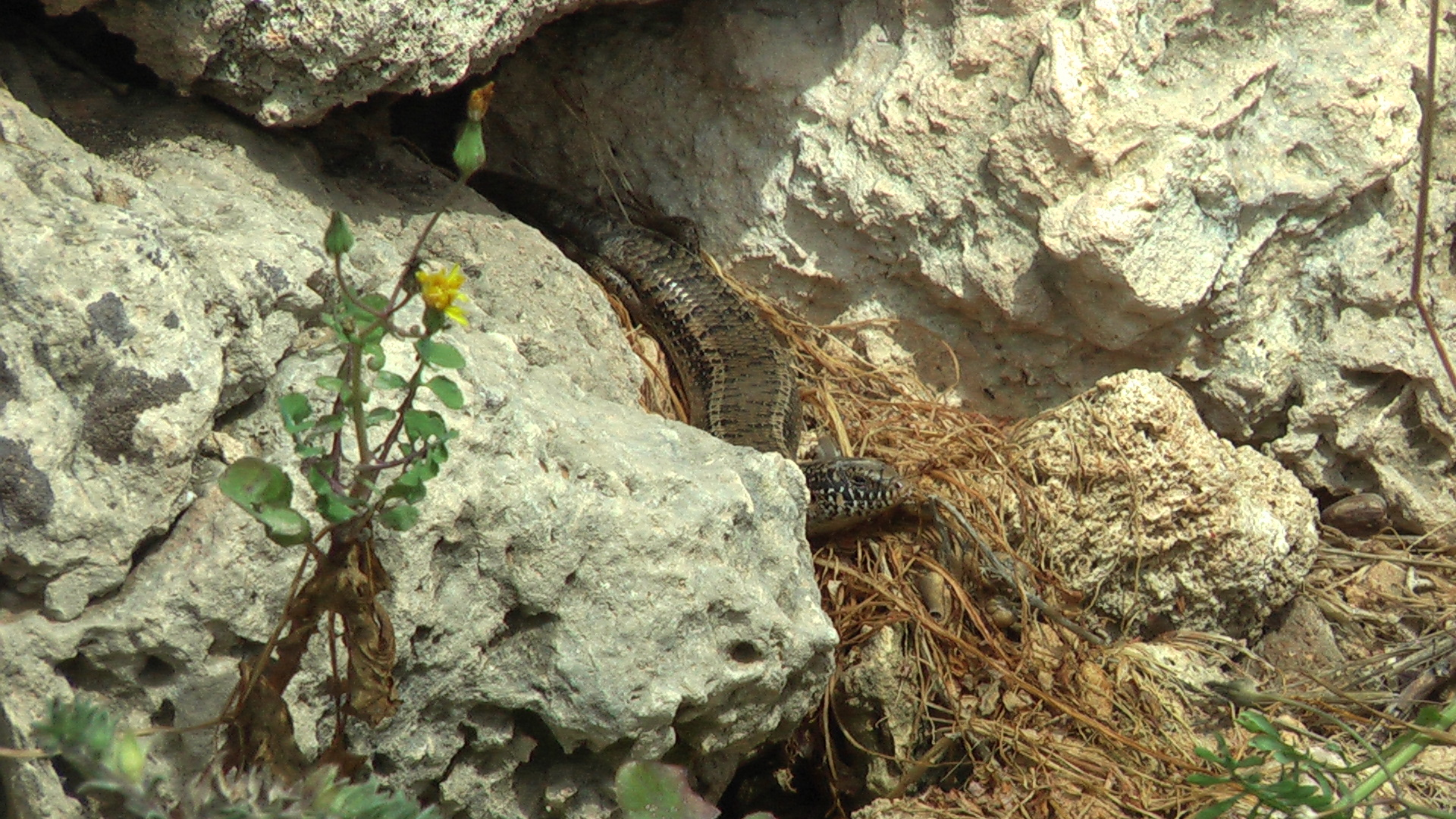
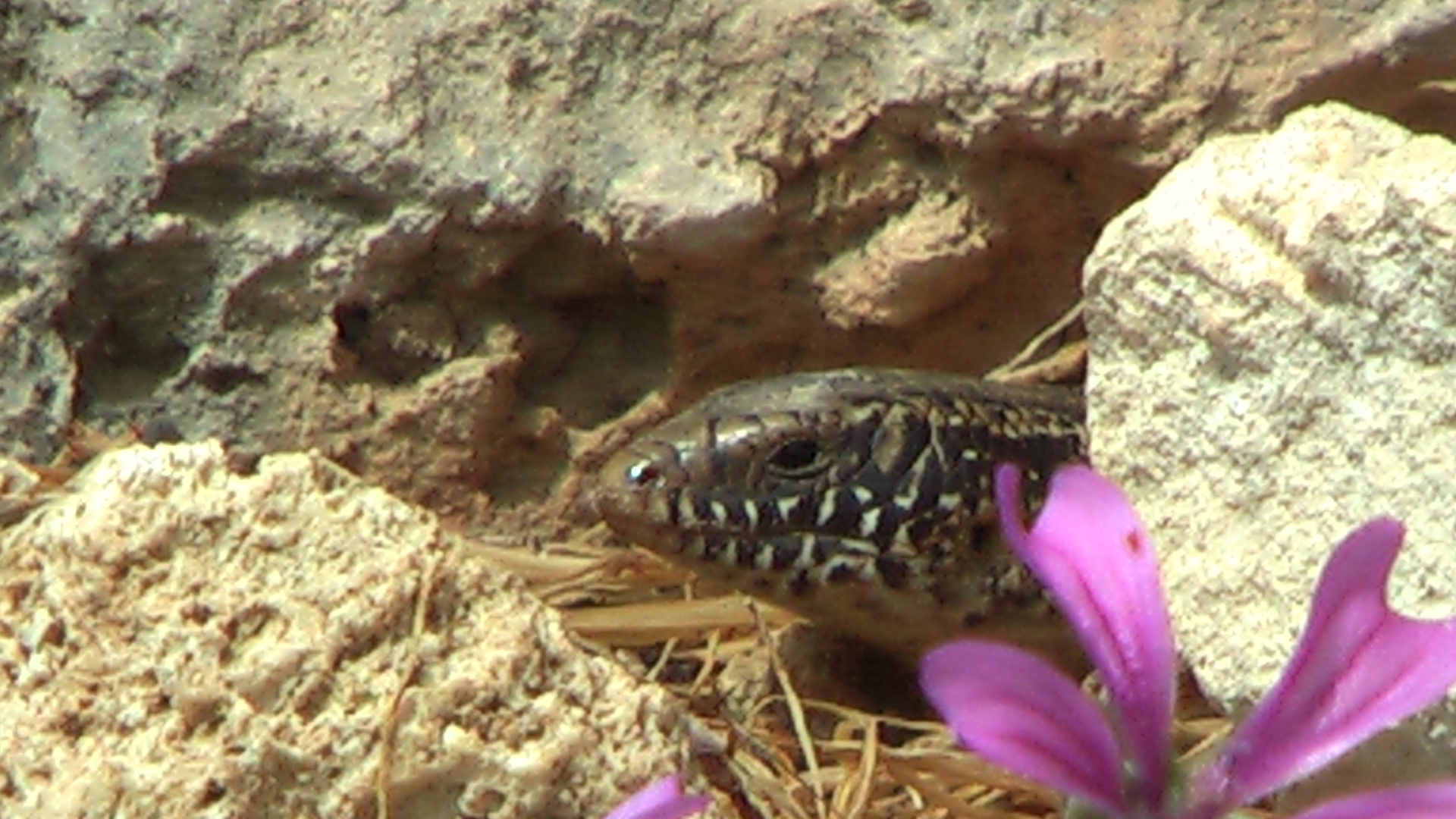
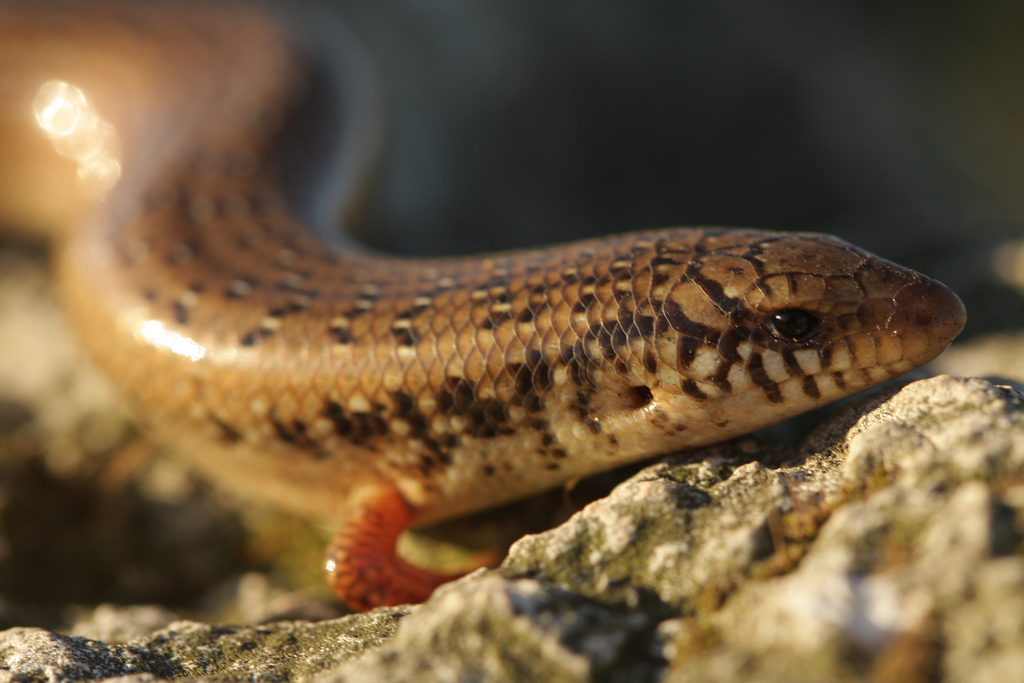
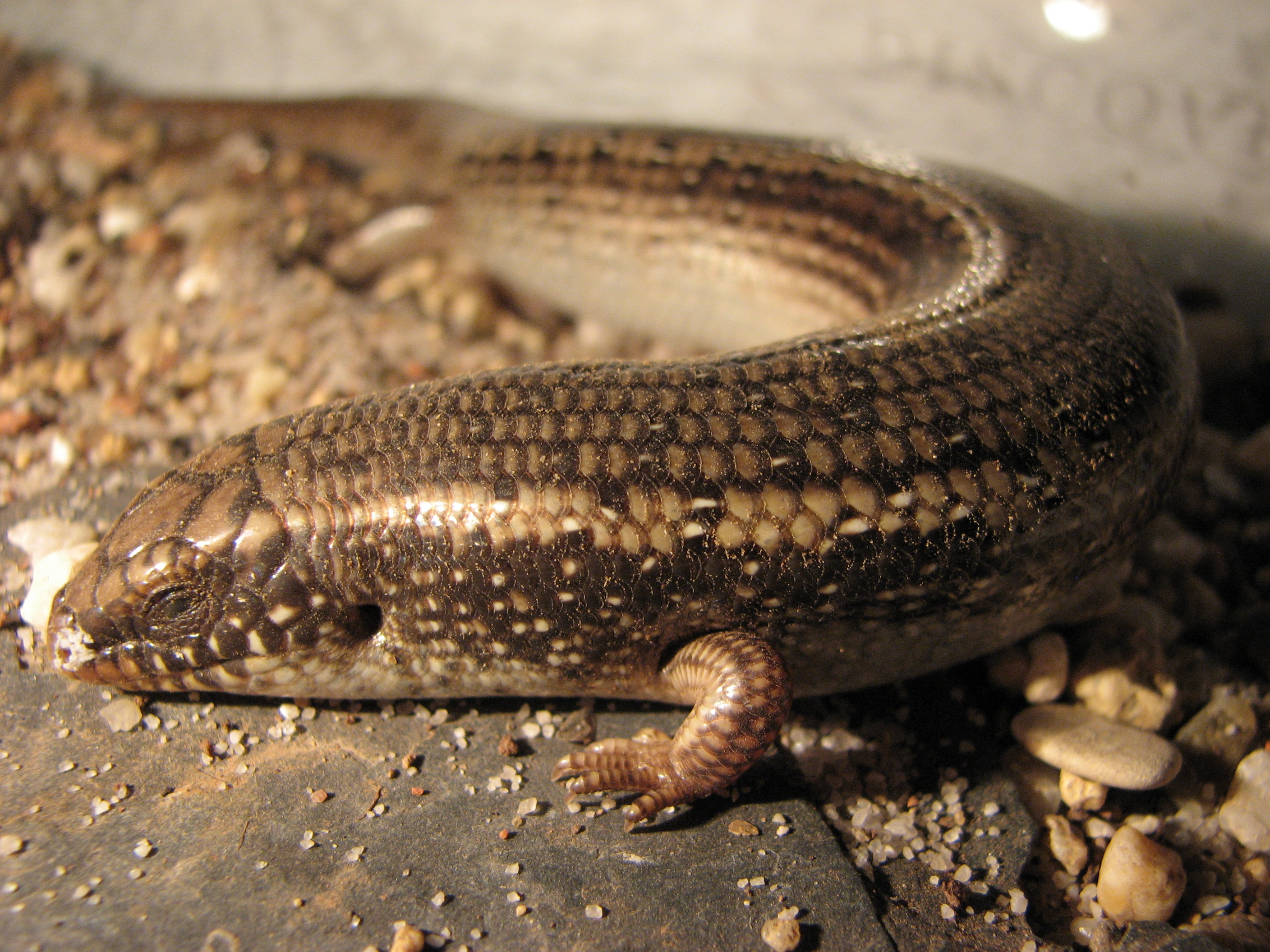
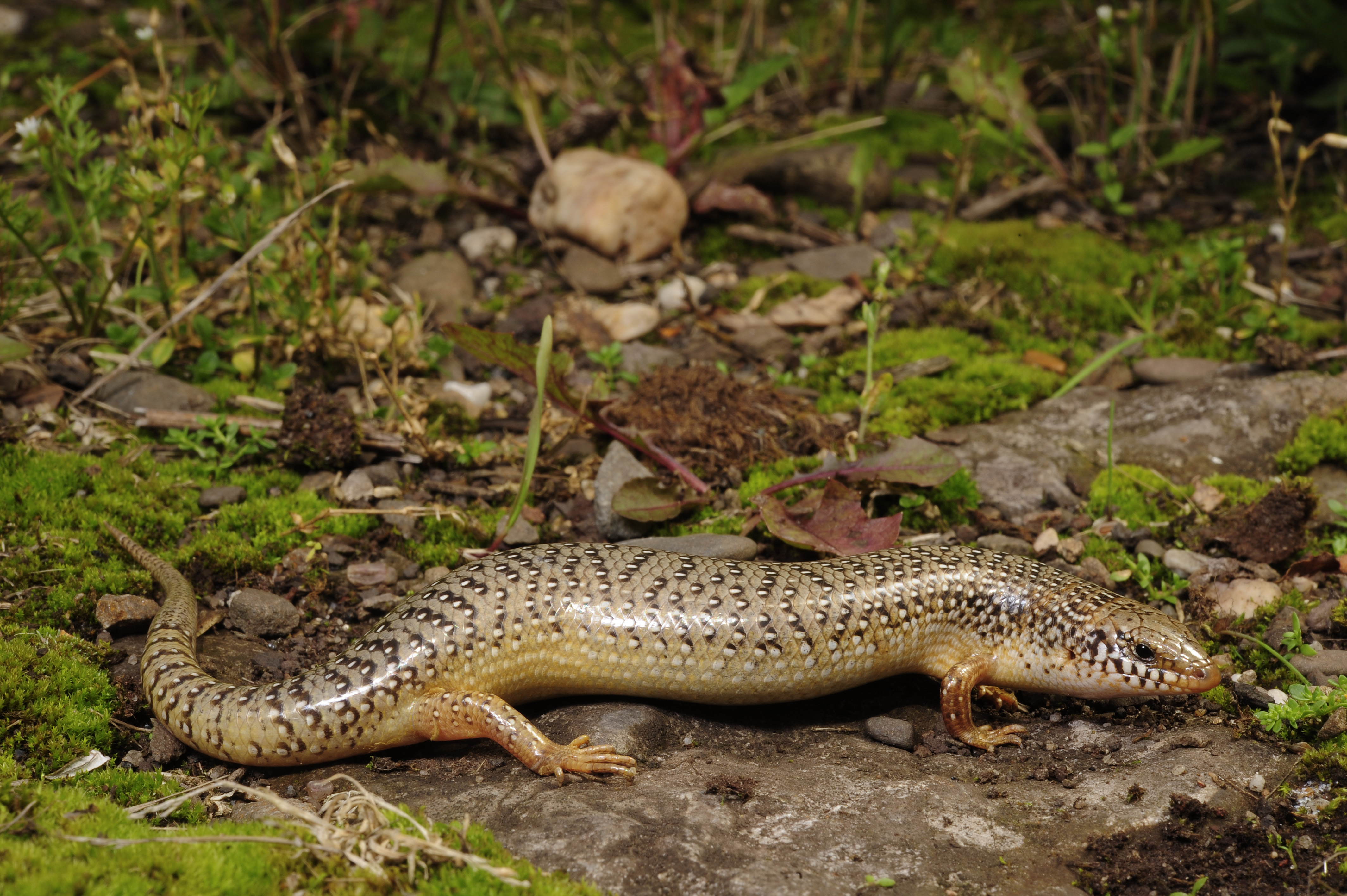

## Publications originales
- Boulenger, 1920 : On some lizards of the Genus Chalcides. Proceedings of the Zoological Society of London, vol. 1920, p. 77-83 (texte intégral).
- Forskål, 1775 : Descriptiones Animalium: Avium, Amphibiorum, Piscium, Insectorum, Vermium; quae in Itinere Orientali Observavit. Post mortem auctoris edidit Carsten Niebuhr Hauniae [Copenhagen]: Mölleri, p. 1-164 (texte intégral).
- Gmelin, 1789 : Caroli a Linné Systema naturae. 13. ed., Tom 1 Pars 3. G. E. Beer, Lipsiae, p. 1033-1516.
- Lanza, 1954 : Sue due nuove razze geografiche del Chalcides ocellatus (Forskal) (Reptilia: Scincidae). Monitore zoologico italiano, vol. 62, p. 161-173.
- Werner, 1931 : Ergebnisse einer zoologischen Forschungsreise nach Marokko. III. Unternommen 1930 mit Unterstützung der Akademie der Wissenschaften in Wien von Franz Werner und Richard Ebner. III. Amphibien und Reptilien. Sitzungsberichte der Kaiserliche Akademie der Wissenschaften in Wien, vol. 140, p. 271-318 (texte intégral).